# آراس‌آی
آراس‌آی (انگلیسی: Radiotelevisione svizzera) شرکت رسانه‌ای سوئیسی است، که در سال ۱۹۳۱ تأسیس شد.